# Екзергонічна реакція
Екзергонічна (екзоергічна) реакція (англ. exergonic (exoergic) reaction) — хімічна реакція, в якій різниця стандартних енергій Ґіббза між продуктами та реактантами є від'ємною (ΔG° < 0) тобто, яка йде зі зменшенням вільної енергії.
Для процесів, що відбуваються в замкнутій системі при постійному тиску і температурі, використовується вільна енергія Ґіббза, тоді як енергія Гельмгольца актуальна для процесів, що відбуваються при постійному об'ємі і температурі. Будь-яка реакція, що відбувається при постійній температурі без введення електричної або фотонної енергії, є екзергонічною відповідно до другого закону термодинаміки. Прикладом є клітинне дихання.
Дотичний термін: екзергонічний (англ. exergonic) — термін стосується фізичних процесів та хімічних реакцій, що відбуваються зі зменшенням вільної енергії.